# Kimio Yamada
Yamada Kimio (山田規三生?) (9 de septiembre de 1972, Osaka, Japón) es un jugador de go profesional.

## Biografía
Yamada se profesionalizó en 1989. Promocionó a 8 dan en 2000 y a 9 dan en 2005. Fue la primera persona que pasó de 8 a 9 dan por haber ganado 200 partidas como 8 dan en la Nihon Ki-In. Tiene dos hermanos mayores Yamada Wakio y Yamada Shiho.

## Campeonatos y subcampeonatos
| Título    | Años ganado |
| --------- | ----------- |
| Actuales  | 3           |
| Oza       | 1997        |
| Shinjin-O | 1997        |
| Ryusei    | 1999        |
| Extintos  | 2           |
| Shin-Ei   | 1993, 1998  |

| Título            | Años perdido |
| ----------------- | ------------ |
| Actuales          | 4            |
| Honinbo           | 2006         |
| Oza               | 1998         |
| Gosei             | 2004         |
| Ryusei            | 2004         |
| Actuales          | 2            |
| NEC Shun-Ei       | 1996         |
| Campeonato Hayago | 1994         |
| Internacionales   | 1            |
| Copa Samsung      | 2000         |